# Familles de la noblesse du Saint-Empire
Les familles de la noblesse du Saint-Empire sont des familles à qui la noblesse ou un titre de noblesse furent octroyés par un souverain du Saint-Empire jusqu'à la fin du Saint-Empire en 1808.

## Une noblesse valable dans tout l'Empire
Hasso Von Dewitz écrit : « La noblesse du Saint-Empire, octroyée par l'empereur, était en principe valable dans tout l'Empire, tandis que la noblesse octroyée par les princes locaux n'était d'abord valable que dans les territoires de leur souveraineté. La reconnaissance par d'autres princes de cette noblesse « étrangère » ne dépendait que de leur bon vouloir. L'empereur lui-même précisait dans ses lettres de noblesse si celles-ci étaient octroyées en sa qualité d'Empereur romain germanique ou comme souverain de l'une de ses propres principautés, ce qui entraînait des conséquences juridiques différentes ».

## liste des familles

### Prince - Reichsfürst
| Nom                                       | Origine | Lettres patentes                                   | Diète | Note | Ancienneté   | Blason |
| ----------------------------------------- | ------- | -------------------------------------------------- | ----- | --- | ------------ | ------ |
| Arenberg (d')                             | DEU     | Création: 18 juin 1616 Monarque: Matthias Ier      | Oui   | | XIIe siècle  |        |
| Bauffremont (de)                          | FRA     | Création: 8 juin 1757 Monarque: François Ier       | Non   | | XIe siècle   |        |
| Beauvau-Craon (de)                        | FRA     | Création: 13 novembre 1722 Monarque: Charles VI    | Non   | | XIIIe siècle |        |
| Broglie (de)                              | FRA     | Création: 17 janvier 1762 Monarque: François Ier   | Non   | | XIIIe siècle |        |
| Centurione-Scotto                         | ITA     | Création: 21 avril 1654 Monarque: Ferdinand III    | Non   | | XVe siècle   |        |
| Chigi-Albani                              | ITA     | Création: 24 octobre 1659 Monarque: Léopold Ier    | Non   | | XIIIe siècle |        |
| Croÿ (de) Croÿ-Rœulx (de) Croÿ-Solre (de) | FRA     | Création: 6 août 1594 Monarque: Rodolphe II        | Oui   | | XIIIe siècle |        |
| Esterházy de Galántha                     | HUN     | Création: 23 mars 1712 Monarque: Charles VI        | Non   | | XIIe siècle  |        |
| Ligne (de) Ligne de La Trémoille (de)     | BEL     | Création: 20 mars 1601 Monarque: Rodolphe II       | Oui   | Originaire du Hainaut, la famille remonte à Fastré de Ligne en l'an 1047. Ils connaissent une ascension progressive dans la hiérarchie nobiliaire : barons au XIIe siècle, comtes de Fauquemberghe et princes d'Épinoy au XVIe siècle.                                | Xe siècle    |        |
| Lobkowicz (de)                            | CZE     | Création: 17 août 1624 Monarque: Ferdinand II      | Oui   | Originaire de Bohême, elle est issue de Mikuláš d'Újezd, philosophe du XIVe siècle. Scribe du roi Venceslas IV, grâce à ses faveurs, il acquiert le village de Lobkovice qui donnera le nom à la famille.                                                             | XIVe siècle  |        |
| Pignatelli                                | ITA     | Création: 13 novembre 1648 Monarque: Ferdinand III | Non   | | XIIe siècle  |        |
| Porcia                                    | ITA     | Création: 17 février 1667 Monarque: Léopold Ier    | Non   | | XIe siècle   |        |
| Spencer-Churchill                         | GBR     | Création: 18 novembre 1705 Monarque: Joseph Ier    | Non   | | XVIe siècle  |        |
| Tour et Taxis (de)                        | DEU     | Création: 4 octobre 1695 Monarque: Léopold Ier     | Oui   | Originaire de Lombardie, à partir du XIVe siècle, elle exploite un relais de cavaliers. À partir de 1615, les chefs de famille sont « maîtres de poste héréditaires » de l'Empire. En 1681, Eugène de Tour et Taxis est élevé au rang de prince de Braine-le-Château. | XIVe siècle  |        |
| Wied (de)                                 | DEU     | Création: 29 mai 1784 Monarque: Joseph II          | Oui   | | XIIIe siècle |        |
| Windisch-Graetz (de)                      | AUT     | Création: 24 mai 1804 Monarque: François II        | Oui   | | XIIIe siècle |        |

### Comte - Reichsgraf
| Nom                                                               | Origine | Lettres patentes                                  | Diète | Note | Ancienneté   | Blason |
| ----------------------------------------------------------------- | ------- | ------------------------------------------------- | ----- | --- | ------------ | ------ |
| Aspremont Lynden (d')                                             | BEL     | Création: 16 mars 1676 Monarque: Léopold Ier      | Oui   | | XVIe siècle  |        |
| Bylandt (van)                                                     | NLD     | Création: 19 mai 1678 Monarque: Léopold Ier       | Non   | | XIIIe siècle |        |
| Chastel de la Howarderie (du)                                     | BEL     | Création: 15 mars 1623 Monarque: Ferdinand II     | Non   | | XIVe siècle  |        |
| Czernin de Chudenitz                                              | CZE     | Création: 22 mai 1627 Monarque: Ferdinand II      | Non   | Originaire de Bohême, dont l'origine remonte à l'aube du XIIe siècle. Propriétaire du domaine de Chudenice, il était détenu par la famille depuis 1193. Selon la tradition, le prince Jindřich, fils du duc Vladislav Ier et frère du roi Vladislav II, est considéré comme l'ancêtre. | XIIe siècle  |        |
| Deym de Stříteže                                                  | CZE     | Création: 10 juillet 1730 Monarque: Charles VI    | Non   | Originaire de Bohême, ses origines remontent aux XVIIe siècle, en 1708, elle reçu le titre de baron de Stritez. Ils avaient treize biens en Bohême et a occupé les fonctions de parlementaires et rentier.                                                                             | XIVe siècle  |        |
| Hoensbroech (de)                                                  | NLD     | Création: 10 septembre 1733 Monarque: Charles VI  | Non   | | XIVe siècle  |        |
| Königsegg (de) Königsegg-Rothenfels (de) Königsegg-Aulendorf (de) | DEU     | Création: 29 juillet 1629 Monarque: Ferdinand II  | Oui   | | XIIe siècle  |        |
| Neipperg (de)                                                     | DEU     | Création: 5 février 1726 Monarque: Charles VI     | Oui   | | XIIIe siècle |        |
| Plettenberg (de)                                                  | DEU     | Création: 8 décembre 1724 Monarque: Charles VI    | Oui   | | XIIe siècle  |        |
| Ursel (d') Ursel de Bousies (d')                                  | BEL     | Création: 22 janvier 1638 Monarque: Ferdinand III | Non   | | XVe siècle   |        |
| Waldbott von Bassenheim                                           | DEU     | Création: 23 mai 1720 Monarque: Charles VI        | Non   | | XIIe siècle  |        |
| Westerholt Gysenberg (de)                                         | DEU     | Création: 16 aout 1790 Monarque: Charles-Théodore | Non   | | XVe siècle   |        |

### Baron - Reichsfreiherr
| Nom | Origine | Lettres patentes                                     | Diète | Note | Ancienneté   | Blason |
| --- | ------- | ---------------------------------------------------- | ----- | --- | ------------ | ------ |
| Cramm (de) | DEU     | Création: 26 avril 1656 Monarque: Léopold Ier        | Non   | | XIIIe siècle |        |
| Furstenberg (de) | DEU     | Création: 26 avril 1660 Monarque: Léopold Ier        | Non   | | XIIIe siècle |        |
| Traux de Wardin (de) | BEL     | Création: 26 avril 1803 Monarque: François II        | Non   | | XVe siècle   |        |
| Bonhome (de) | BEL     | Création: 2 avril 1789 Monarque: Joseph II           | Non   | Originaire de Liège, elle a fondé plusieurs verreries et a dominé la fabrication de verre de luxe du milieu du XVIIe au début du XIXe siècle. Des membres ont exercé des fonctions religieuses et politiques. | XVIe siècle  |        |
| Friesendorff (de) | SWE     | Création: 12 février 1665 Monarque: Léopold Ier      | Non   | | XIIIe siècle |        |
| Moffarts (de) Moffarts d'Houchenée (de) Moffarts de Hoesselt (de) †                                                                                            | BEL     | Création: 10 septembre 1745 Monarque: Maximilien III | Non   | | XVIIe siècle |        |
| Orczy de Orzy | HUN     | Création: 30 avril 1731 Monarque: Charles VI         | Non   | | XVe siècle   |        |
| Pawel-Rammingen (de) | DEU     | Création: 20 mai 1575 Monarque: Maximilien II        | Non   | | XVe siècle   |        |
| Villenfagne (de) Villenfagne d'Ingihoul (de) Villenfagne de Loën (de) Villenfagne de Sorinnes (de) Villenfagne de Vogelsanck (de) Villenfagne de Zolder (de) † | BEL     | Création: 29 avril 1785 Monarque: Joseph II          | Non   | | XVe siècle   |        |

### Chevalier - Reichsritter
| Nom | Origine | Lettres patentes                                   | Diète | Note | Ancienneté    | Blason |
| --- | ------- | -------------------------------------------------- | ----- | --- | ------------- | ------ |
| Borrekens (de) | BEL     | Création: 14 octobre 1716 Monarque: Charles VI     | Non   | | XVIIe siècle  |        |
| Branden de Reeth (van den) | BEL     | Création: 31 mai 1717 Monarque: Charles VI         | Non   | | XVIIe siècle  |        |
| Fabribeckers de Cortils et Grâce (de) | BEL     | Création: 28 octobre 1705 Monarque: Charles VI     | Non   | | XVIIe siècle  |        |
| Ghellinck (de) Ghellinck d'Elseghem (de) Ghellinck d'Elseghem Vaernewyck (de)                                                              | BEL     | Création: 3 octobre 1715 Monarque: Charles VI      | Non   | | XVIe siècle   |        |
| Grady (de) Grady de Horion (de) Grady de la Neuville (de) † Grady de Brialmont (de) † Grady de Croenendael (de) † Grady de Bellaire (de) † | BEL     | Création: 28 août 1705 Monarque: Joseph Ier        | Non   | Originaire de Liège, elle remonte à Henrar de Grez, gouverneur des tanneurs de Liège, en 1487. Henri de Grady (1683-1757) épouse Catherine de Salms, héritière du château de Horion.               | XVe siècle    |        |
| Limbourg (de) | BEL     | Création: 7 décembre 1782 Monarque: Joseph II      | Non   | Originaire de Liège, ses origines remontent à Jean-Philippe de Limbourg, docteur en médecine de l'Université de Leyde, membre de la Royal Society of London. Il jouissait d'une grande réputation. | XVIe siècle   |        |
| Longrée (de) | BEL     | Création: 25 avril 1783 Monarque: Charles-Théodore | Non   | | XVIIIe siècle |        |
| Thier Nagelmackers (de) | BEL     | Création: 14 mars 1701 Monarque: Léopold Ier       | Non   | | XVIe siècle   |        |
| Theux de Meylandt et Montjardin (de) | BEL     | Création: 30 juin 1703 Monarque: Léopold Ier       | Non   | | XVIe siècle   |        |

### Noble - Edler
| Nom                   | Origine | Lettres patentes                               | Diète | Note | Ancienneté   | Blason |
| --------------------- | ------- | ---------------------------------------------- | ----- | ---- | ------------ | ------ |
| Geelhand de Merxem    | BEL     | Création: 21 avril 1728 Monarque: Charles VI   | Non   |      | XVIIe siècle |        |
| Wolff de Moorsel (de) | BEL     | Création: 14 janvier 1714 Monarque: Charles VI | Non   |      | XVIIe siècle |        |